# Saussurea hypargyrea
Saussurea hypargyrea là một loài thực vật có hoa trong họ Cúc. Loài này được Lipsch. & Vved. miêu tả khoa học đầu tiên năm 1954.